# Paul Bert
Paul Bert (Auxerre, 19 ottobre 1833 – Hanoi, 11 novembre 1886) è stato un fisiologo e politico francese.

## Biografia
Entrò nell'École polytechnique (dove non si laureò) con l'intenzione di diventare un ingegnere. Studiò poi legge, guadagnandosi un dottorato nel 1857 e, infine, sotto l'influenza dello zoologo Louis Pierre Gratiolet si interessò alla fisiologia, diventando uno dei più brillanti studenti di Claude Bernard.
Dottore in Medicina nel 1864 (tesi sui trapianti animali), PhD nel 1866, professore di fisiologia a Bordeaux nel 1866 (fu il più giovane professore in Francia) e alla Sorbona nel 1869, deputato radicale dal 1872, divenne membro dell'Académie des sciences nel 1882.
Scrisse numerosi libri di testo a tesi razzista. Contribuì a redigere il paradigma razziale repubblicano che caratterizzò i pregiudizi sulla disuguaglianza razziale nel quadro della colonizzazione francese.
I suoi libri di divulgazione scientifica, divennero assai popolari anche in Italia, alla fine dell'Ottocento.
Scomparve in Viet-Nam, vittima di un'epidemia di colera.

## Lo scienziato
Il nome di Paul Bert è associato alla fisiologia della subacquea. È il primo a descrivere lo stato di convulsione relativo alla tossicità dell'ossigeno ad alta pressione parziale per il sistema nervoso centrale noto come "effetto Paul Bert". Pubblicò un libro riassuntivo nel 1878, La Pression barométrique, in cui descrisse vari esperimenti sugli eventi causati da variazioni della pressione atmosferica e della pressione dell'ossigeno negli esseri umani e dove espone in dettaglio gli effetti sia della mancanza (ipossia) sia dell'abbondanza eccessiva di ossigeno (iperossia).
Applicò le sue conoscenze per la creazione di uno scafandro munito di regolatore di pressione. Lavorò inoltre, nel 1870, ai gas anestetici.
Nel 1874 preparò gli aeronauti Joseph Croce-Spinelli e Théodore Siveluna per una salita in pallone aerostatico fino ai 7300 metri d'altezza. L'anno seguente, mentre i due aeronauti si imbarcavano in una nuova ascesa in compagnia di Gaston Tissandier, una lettera di Paul Bert non giunse in tempo per informarli che le loro riserve di ossigeno non erano sufficienti per tre uomini: solo Tissandier sopravvisse alla spedizione.